# Andrew Smith (Politiker)

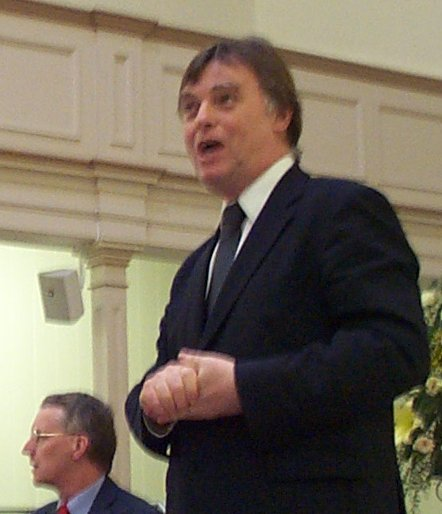
Andrew Smith (2005)

Andrew Smith (* 1. Februar 1951 in Wokingham, Berkshire, England) ist ein britischer Politiker der Labour Party, der seit 1987 den Wahlkreis Oxford East im House of Commons vertritt und unter anderem Minister für Arbeit und Pensionen war.

## Leben
Nach dem Besuch der Reading School studierte Smith am St John’s College der University of Oxford und erwarb dort sowohl einen Bachelor of Arts (B.A.) als auch einen Bachelor of Philosophy (B.Phil.). Seine politische Laufbahn begann er in der Kommunalpolitik, als er 1976 zum Mitglied des Stadtrates von Oxford gewählt wurde und diesem bis 1987 angehörte. Zwischen 1979 und 1987 war er Manager bei der in Oxford und Swindon ansässigen Konsumgenossenschaft Co-op society und dort für den Kontakt zu den Mitgliedern zuständig.
Nachdem er bei den Unterhauswahlen 1983 erstmals ohne Erfolg im Wahlkreis Oxford East kandidiert hatte, wurde er bei den Unterhauswahlen vom 11. Juni 1987 in diesem Wahlkreis zum Mitglied des House of Commons gewählt und gehört diesem seither an.
Während seiner langjährigen Parlamentszugehörigkeit war er zunächst von 1988 bis 1992 Sprecher der oppositionellen Labour-Fraktion für Höhere Bildung und danach zwischen 1992 und 1996 für das Schatzamt und Wirtschaftsangelegenheiten, wobei er zugleich von 1994 bis 1996 auch „Schatten-Chefsekretär im Schatzamt“ sowie von 1996 bis 1997 „Schatten-Verkehrsminister“ im Schattenkabinett seiner Partei war.
Nach dem Wahlsieg der Labour Party bei den Unterhauswahlen vom 1. Mai 1997 wurde er Staatsminister im Ministerium für Bildung und Beschäftigung und war dort für Beschäftigung, Wohlfahrt, Arbeit und Chancengleichheit zuständig. Nach einer Kabinettsumbildung wurde er im Oktober 1999 Chefsekretär des Schatzamtes (Chief Secretary to the Treasury), ehe er nach einer erneuten Regierungsumbildung von Mai 2002 bis September 2004 Minister für Arbeit und Pensionen (Secretary of State for Work and Pensions) im zweiten Kabinett von Premierminister Tony Blair war.
Nach seinem Ausscheiden aus der Regierung gehört er dem Unterhaus als Hinterbänkler an und war zuletzt von 2009 bis 2010 Mitglied des Sonderausschusses für den Südosten Englands.
Smith trat bei der vorgezogenen Parlamentswahl 2017 nicht mehr an.